# Meet the Woo 2
Meet the Woo 2 (alternatív címmel Meet the Woo, Vol. 2) a második mixtape amerikai rapper Pop Smoke-tól. A Victor Victor Worldwide és a Republic Records adta ki 2020. február 7-én, és ez a második rész a Meet the Woo mixtape sorozatban, követve a Meet the Woo (2019) kiadványt. A mixtape deluxe kiadása, amely 2020. február 12-én jelent meg, három új számot tartalmaz, köztük a "Dior" remixét, amelyben az amerikai rapper Gunna szerepel. 2020. február 19-én, kevesebb mint két héttel a Meet the Woo 2 standard kiadásának megjelenése után, Pop Smoke-ot 20 éves korában lelőtték egy otthoni invázió során. A mixtape vendégszereplői között található Quavo, A Boogie wit da Hoodie, Fivio Foreign, Lil Tjay, Nav, Gunna és PnB Rock.
A Meet the Woo 2 egy hip hop, elektronikus és drill lemez. A mixtape általában kedvező kritikákat kapott a zenekritikusoktól, akik dicsérték az energiáját és Pop Smoke vokáljait. Bár a Meet the Woo 2 vezető kislemeze, a "Christopher Walking" nem került be a slágerlistákra, a mixtape második kislemeze, a Quavo közreműködésével készült "Shake the Room" igen, és a 93. helyen tetőzött az amerikai Billboard Hot 100-on, valamint a 76. helyen a brit kislemezlistán. Számos bónuszdal és nem kislemez felkerült a slágerlistákra Pop Smoke halála után. A "Dior" lett a rapper első szóló és posztumusz Billboard Hot 100 slágere, a 22. helyen tetőzve. A "War" Lil Tjay közreműködésével és az "Element" mindkettő felkerült a kanadai Hot 100-ra, előbbi a 100., utóbbi a 90. helyen végzett.
A mixtape több kiadvány 2020 legjobb albumainak listáján szerepelt; a The Washington Post és a Highsnobiety az első öt közé helyezte. A Meet the Woo 2 a hetedik helyen debütált az amerikai Billboard 200-on, Pop Smoke első top-10 slágere lett ezen a listán. Az Egyesült Államokban a Recording Industry Association of America (RIAA) aranylemezként tanúsította. A mixtape az ausztrál, kanadai, dán, holland, finn, új-zélandi, norvég, svéd, svájci, brit és a belga Flanders slágerlisták top 30-ában végzett.

## Háttér és megjelenés
2020 januárjában Pop Smoke bejelentette a TikTok-fiókján a Meet the Woo 2 megjelenési dátumát. A bejelentés néhány nappal azután történt, hogy a szövetségi hatóságok letartóztatták a rappert a John F. Kennedy Nemzetközi Repülőtéren, mert állítólag ellopott egy 375 000 dollár értékű Rolls-Royce Wraith-t. A tulajdonos lopást jelentett, miután Pop Smoke állítólag Kaliforniában kölcsönvette egy zenei videó forgatásához azzal a feltétellel, hogy másnap visszaadja. A rendőrség szövetségi nagyértékű autólopással vádolta meg Pop Smoke-ot, miután nyomást gyakoroltak rá, hogy valljon a Crips nevű bandáról és egy 2019 júniusában Brooklynban történt nem halálos lövöldözésről. Miután a rapper megtagadta az együttműködést a hatóságokkal, 250 000 dolláros óvadékot tett le, és beleegyezett, hogy távol marad a közismert bandatagoktól, valamint drogteszteket végez az amerikai előzetes szolgáltatások számára.
A Victor Victor Worldwide és a Republic Records 2020. február 7-én adta ki a Meet the Woo 2-t. Ez a Meet the Woo mixtape sorozat második része, amelyet a Meet the Woo (2019) előzött meg. A mixtape deluxe kiadása, amely 2020. február 12-én jelent meg, három új számot tartalmaz, köztük a "Dior" remixét, amelyen az amerikai rapper Gunna szerepel. 2020. január 29-én Pop Smoke bejelentette első koncertturnéját, a Meet the Woo Tour-t, és egy promóciós szórólapot is közzétett a turné népszerűsítésére, hogy mind a Meet the Woo, mind a Meet the Woo 2 albumot támogassa. Az észak-amerikai turné dátumait ugyanazon a napon jelentették be, míg az Egyesült Királyság dátumait februárban hozták nyilvánosságra. A turné az Egyesült Államokban márciusban kezdődött volna, és áprilisban ért volna véget az Egyesült Királyságban. 2020. február 19-én, kevesebb mint két héttel a Meet the Woo 2 standard kiadásának megjelenése után, Pop Smoke-ot 20 éves korában lelőtték egy otthoni invázió során. Négy kapucnis férfi, közülük az egyik símaszkot viselt és pisztollyal volt felfegyverkezve, betört egy hollywoodi dombokban található házba, amelyet Pop Smoke bérelt. A négy betolakodó közül a legfiatalabb, egy 15 éves fiú, háromszor lőtte meg Pop Smoke-ot a mellkasán egy Beretta M9-el, miután verekedés alakult ki közöttük. Pop Smoke-ot a Cedars-Sinai Orvosi Központba szállították, ahol orvosok thoracotomiát hajtottak végre a mellkasának bal oldalán, de néhány órával később halottnak nyilvánították.

## Zene és szövegek
A Pitchfork írója, Reed Jackson kijelentette, hogy a Meet the Woo 2 "több olyan nyers drill zenét nyújt, amelyhez ökölbe szoríthatod az állkapcsodat". Aron A. a HotNewHipHop-nál megjegyezte, hogy a Meet the Woo 2 "London hajlamát az elektronikus zenére" hozza vissza "a hip-hop mekkájába". A mixtape az "Invincible" számmal nyit, ahol Pop Smoke kifejti, hogy megérti az utcákat. Ezt követi a Quavo közreműködésével készült drill szám, a "Shake the Room". Dominiq R. a HotNewHipHop-tól úgy írta le a dalt, hogy "harmonikus vokál és basszusvezérelt fafúvós hangszerelés vezeti". A "Get Back" egy hip-hop szám, amely kürt és vonós mintát, lágy zongora riffet, basszusvonalat és rendőrszirénákat tartalmaz. Dominiq R. megjegyezte, hogy Pop Smoke "agresszívan szállít egy rakás fegyveres sorokat, tudatva az ellenfeleivel, hogy maradjanak távol". A drill szám "Christopher Walking" érzésében Pop Smoke összehasonlítja magát Frank White-tal, akit Christopher Walken alakított az 1990-es amerikai neo-noir krimi thriller filmben, a New York királyában. A dal jelentős mértékben interpolálja 50 Cent 2005-ös slágere, a "Window Shopper" szövegét. Líraként Pop Smoke arról rappel, hogy ellenségeire lő az utcán, és megemlíti a Dior iránti szeretetét és a díszített ékszereit. A Boogie wit da Hoodie közreműködésével készült "Foreigner" egy drill szám, amelyben mindkét rapper fényűző és drága külföldi tárgyakról rappel.
Kyann-Sian Williams az NME-től azt mondta, hogy a "Sweatheart" ,amelyben Fivio Foreign szerepel, "mélyebb affinitást mutat, mint a rap", és hogy Pop Smoke és Fivio Foreign tanultak egymástól és úgy manővereztek, mint a "drill Batman és Robin".Jessica Mckinney és Brad Callas a Complextől azt írták, hogy az "Element" számban Pop Smoke "rosszindulatú sorokat rappel fenyegető produkció felett". Az "Armed N Dangerous (Charlie Sloth Freestyle)" először 2019 novemberében jelent meg egy "Fire in the Booth, Pt. 1" nevű kislemezként, miután Pop Smoke az Egyesült Királyságba repült, hogy felvegye a dalt Sloth-tal. A szövegben Pop Smoke arról rappel, hogy a Crips banda tagja. A Lil Tjay közreműködésével készült "Mannequin" interpolálja Ariana Grande első helyezett slágerét, a "7 Rings"-et. Ez egy pop és trap szám, amelyben Pop Smoke és Lil Tjay a gazdagságot dicsőítik. Jackson szerint a "Dreaming" egy dal, amely "szinte teljesen alacsony frekvenciájú, és nincs benne dallam". A "She's Got a Thing" számban Pop Smoke szexuális kalandokról rappel. Az NME-s Kyann-Sian Williams azt írta, hogy Pop Smoke "háttér kántálást nyújt, amely hallhatóan a SoundCloud rapper Trippie Redd által inspirált". Folytatja, mondván, hogy "manipulálja morgó hangját, hogy megnyugtató dallamokat énekeljen". A bónusz szám, a "Dior", egy drill és hip-hop szám, amelynek szövegei a nőkkel való flörtölésről és a legújabb dizájner ruhák vásárlásáról szólnak. Az utolsó bónusz szám, a "War" Lil Tjay közreműködésével, egy drill és hip-hop dal.

## Promóció

### Kislemezek
Az Instagramra felkerülve Pop Smoke egy előzetest tett közzé a "Christopher Walking"-ról, a mixtape vezető kislemezéről, néhány nappal a megjelenés előtt. A rajongók észrevették, hogy Pop Smoke a dal előzetesében bírálta brooklyni rappertársait, Casanovát és Smoove L-t, az előbbit "Trashanova"-nak, az utóbbit pedig "Scary L"-nek nevezve. Később a Victor Victor Worldwide és a Republic Records 2020. január 16-án kiadta a "Christopher Walking"-t. A Brennan Rowe által rendezett zenei videó ugyanazon a napon jelent meg, mint a dal. A videóban Pop Smoke New Yorkban autózik, bemutatva stílusérzékét és öltözetét, miközben találkozik a rajongókkal. A videó később Malcolm X, a Fekete Párducok tiltakozásainak és más történelmi afroamerikai személyiségek összefonódó archív felvételeit mutatja be.
A "Shake the Room" 2020. március 28-án jelent meg a mixtape második kislemezeként. A dal zenei videója ugyanazon a napon jelent meg, mint a kislemez. Az Off-White alapítója és a Louis Vuitton művészeti igazgatója, Virgil Abloh Off-White International Rap Video Production Studio-ja Párizsban készítette el a videót a párizsi divathéten. Ez volt az első posztumusz zenei videó Pop Smoke halála után. A vizuális anyagban Pop Smoke és Quavo különféle tevékenységekben vesznek részt Párizsban, például egy piros Ferrariban donuts-okat csinálnak. A dal a 93. helyen tetőzött az amerikai Billboard Hot 100-on és a 76. helyen a brit kislemezlistán.

### Más dalok és élő előadások
A "War" 2019. október 4-én jelent meg önálló kislemezként. A dal zenei videóját JLShotThat rendezte, és 2019. október 28-án jelent meg. A fekete-fehérben készült videóban Pop Smoke és Lil Tjay egy hatalmas kastélyban rappelik verseiket, miközben a jelenetek között utcai motorozás, élő fellépés és show-zárás váltakozik. Pop Smoke halála után a "War" a 100. helyen debütált és tetőzött a kanadai Hot 100-on a 2020. március 6-i számban, és egy hétig maradt a listán. Az "Element" szintén a 90. helyen tetőzött a kanadai Hot 100-on.
A "Dior" eredetileg a Meet the Woo hatodik számaként jelent meg 2019. július 26-án. Később az amerikai ritmikus kortárs rádiókhoz küldték a Meet the Woo harmadik és utolsó kislemezeként 2020. február 11-én. A "Dior" zenei videóját JLShotThat rendezte, készítette és szerkesztette, és 2019. szeptember 3-án jelent meg. A videóban Pop Smoke és egy csoport férfi és nő táncol a számmal egy sztriptíz klubban és egy közeli parkolóban. Pop Smoke halála után a "Dior" a 49. helyen debütált a Billboard Hot 100-on, így ez lett a rapper első szóló és posztumusz Hot 100 slágere. Pop Smoke posztumusz debütáló stúdióalbuma, a Shoot for the Stars, Aim for the Moon (2020) megjelenése után a "Dior" a 22. helyen tetőzött a Hot 100-on. 2020 novemberében a "Dior" jelölést kapott a legjobb rap előadás kategóriában a 63. Grammy-díjátadón.
2019 októberében Pop Smoke előadta a "Dior"-t élőben az MTV Total Request Live műsorában, a Fresh Out Friday nevű programban. Egy hónappal később előadta a dalt a VevoDSCVR platformon, amely feltörekvő fiatal művészeket mutat be. Később decemberben a "Dior" és a "War" dalokat élőben adta elő a Rolling Loud koncerten Los Angelesben, Kaliforniában. A következő év februárjában, röviddel halála után, a párizsi Yard Club színpadra állított egy hologramot Pop Smoke-ról, amely virtuálisan adta elő a "Dior"-t.

## Kritikai fogadtatás
A Meet the Woo 2 általában pozitív értékeléseket kapott. A Metacritic, amely 100-as skálán normalizált értékelést ad a szakmai publikációk kritikái alapján, az album átlagosan 75 pontot kapott öt értékelés alapján, ami "általában kedvező értékeléseket" jelez.
Reed Jackson a Pitchfork-tól élvezte az albumot, mondván, hogy a Meet the Woo 2 "mindenféle hangzásban olyan, mint a 'Party', de a puszta maximalizmussal, ahogy a Meet the Woo is, éppen elegendő ügyes érintéssel ahhoz, hogy izgalmas maradjon." A HipHopDX kritikusa, Bernadette Giacomazzo szerint "Pop Smoke nyers morgása zavaró és kemény ezekkel a pattogó ütemekkel szemben, de meglepő módon vadul hatékony is." Erin Lowers, az Exclaim! kritikusa szerint a lemez "időszerűnek" érződik, és bár "Pop Smoke hangjának tónusa már önmagában is elég ahhoz, hogy megkülönböztesse őt a New York-i művészektől, zenéjében érezhető energia tartja fenn az érdeklődést. A Meet the Woo 2 mindig emlékeztetni fog erre az energiára." Steve "Flash" Juon, a RapReviews kritikusa azt mondta: "Ami a jelentős mélységet, a humoros "visszatekerős" punchline-okat vagy az érzelmileg rezonáló történeteket illeti, sajnálattal kell őszintén mondanom, hogy egyik kategóriában sem ragadott meg. Szövegíróként 'csak ott volt' – nem volt borzasztó, nem volt zseniális, csak rendben volt. Mutat-e jövőbeli potenciált a Meet the Woo Vol. 2-n? Igen. Abszolút."
Fred Thomas az AllMusic-tól azt mondta, hogy a Meet the Woo 2 "kíméletlenül nyers energiája" Pop Smoke legjobb anyagai közé tartozik. Szerinte minden dal a mixtape-en "borotvaéles vonalon egyensúlyoz a szórakozás és a veszély között, vastag a feszültséggel, ami a verekedés előtti pillanatot tölti meg". Végül azt mondta, hogy Pop Smoke "ezt a feszültséget az egész mixtape során fenntartja, valami olyasmit teremtve, ami izgalmasan sötét és mindig robbanásra kész". Egy kevésbé lelkes értékelésben a NME kritikusa, Kyann-Sian William azt mondta, hogy a mixtape-en néhány "kissé lapos" dal található, megemlítve, hogy A Boogie Wit Da Hoodie vokáljai a "Foreigner"-ben "laza előadás [ami] lehet, hogy teljesen ki kellett volna hagyni a mixtape-ről". Azonban azt is mondta, hogy "Pop Smoke legújabb albuma a mosh-pit partizók számára készült".

### Év végi listák
| Kritika/Publikáció  | Lista                                 | Helyezés |
| ------------------- | ------------------------------------- | -------- |
| Billboard           | The 50 Best Albums of 2020            | 9        |
| BrooklynVegan       | 50 Best Rap Albums of 2020            | 8        |
| BrooklynVegan       | BrooklynVegan's Top 55 Albums of 2020 | 26       |
| Complex             | The Best Albums of 2020               | 19       |
| Highsnobiety        | The 20 Albums That Saved 2020         | 3        |
| HotNewHipHop        | Top 25 Hottest Hip-Hop Albums of 2020 | 6        |
| Stereogum           | The 10 Best Rap Albums of 2020        | 10       |
| Vice                | The 100 Best Albums of 2020           | 11       |
| The Washington Post | Best Music of 2020                    | 3        |

## Kereskedelmi teljesítmény
A Meet the Woo 2 a hetedik helyen debütált az amerikai Billboard 200-as listáján a 2020. február 22-i dátummal, 36,000 album-egyenértékű egységet értékesítve, beleértve 5,000 tiszta albumeladást az első héten. Ez Pop Smoke első top-10 találata volt az Egyesült Államokban. A mixtape az ötödik helyet érte el az amerikai Top R&B/Hip-Hop Albums listán. Az Amerikai Hanglemezgyártók Szövetsége (RIAA) arany minősítéssel látta el a Meet the Woo 2-t, miután több mint 500,000 album-egyenértékű egységet adtak el az Egyesült Államokban.
A Meet the Woo 2 a 22. helyen debütált az Egyesült Királyság albumlistáján a 2020. február 14-i dátummal. Pop Smoke halála után a mixtape a 16. helyre emelkedett a 2020. február 28-i listán, így a rapper első top-20 találatát érte el az Egyesült Királyságban. A Brit Hanglemezgyártók Szövetsége ezüst minősítéssel látta el a mixtape-et, mivel 100,000 album-egyenértékű egységet adtak el az Egyesült Királyságban. A mixtape a top-30-ban tetőzött az ausztrál, kanadai, dán, holland, finn, új-zélandi, norvég, svéd, svájci és belga (Flandria) lemezlistákon.

## Zeneszámok felsorolása
| Meet the Woo 2 | Meet the Woo 2                               | Meet the Woo 2                                                             | Meet the Woo 2 | Meet the Woo 2 | Meet the Woo 2 | Meet the Woo 2 | Meet the Woo 2 | Meet the Woo 2 | Meet the Woo 2 |
| #              | Cím                                          | Szerző(k)                                                                  | Hossz          |                |                |                |                |                |                |
| -------------- | -------------------------------------------- | -------------------------------------------------------------------------- | -------------- | -------------- | -------------- | -------------- | -------------- | -------------- | -------------- |
| 1.             | Invincible                                   | Bashar Jackson                                                             | 2:07           |                |                |                |                |                |                |
| 2.             | Shake the Room (featuring Quavo)             | Bashar Jackson Quavious Marshall Andre Loblack                             | 2:45           |                |                |                |                |                |                |
| 3.             | Get Back                                     | Bashar Jackson                                                             | 1:48           |                |                |                |                |                |                |
| 4.             | Christopher Walking                          | Bashar Jackson Alex Petit Ebony Oshunrinde Dylan Cleary-Krell Derrick Gray | 3:10           |                |                |                |                |                |                |
| 5.             | Foreigner (featuring A Boogie wit da Hoodie) | Bashar Jackson Loblack                                                     | 2:41           |                |                |                |                |                |                |
| 6.             | Sweetheart (featuring Fivio Foreign)         | Bashar Jackson Maxie Ryles III                                             | 2:36           |                |                |                |                |                |                |
| 7.             | Element                                      | Bashar Jackson                                                             | 2:15           |                |                |                |                |                |                |
| 8.             | Armed n Dangerous (Charlie Sloth freestyle)  | Bashar Jackson Jordan Townsend Irving Adjei                                | 2:26           |                |                |                |                |                |                |
| 9.             | Mannequin (featuring Lil Tjay)               | Bashar Jackson Tione Merritt                                               | 2:40           |                |                |                |                |                |                |
| 10.            | Dreaming                                     | Bashar Jackson Oshuhrinde                                                  | 2:54           |                |                |                |                |                |                |
| 11.            | She Got a Thing                              | Bashar Jackson                                                             | 2:05           |                |                |                |                |                |                |
| 12.            | Dior (bonus track)                           | Bashar Jackson Loblack                                                     | 3:36           |                |                |                |                |                |                |
| 13.            | War (featuring Lil Tjay) (bonus track)       | Bashar Jackson Merritt Loblack Ellis Newton                                | 3:41           |                |                |                |                |                |                |
| 34:44          |                                              |                                                                            |                |                |                |                |                |                |                |

| Deluxe kiadás (bónusz számok) | Deluxe kiadás (bónusz számok) | Deluxe kiadás (bónusz számok)                                     | Deluxe kiadás (bónusz számok) | Deluxe kiadás (bónusz számok) | Deluxe kiadás (bónusz számok) | Deluxe kiadás (bónusz számok) | Deluxe kiadás (bónusz számok) | Deluxe kiadás (bónusz számok) | Deluxe kiadás (bónusz számok) |
| #                             | Cím                           | Szerző(k)                                                         | Szerző(k)                     | Hossz                         |                               |                               |                               |                               |                               |
| ----------------------------- | ----------------------------- | ----------------------------------------------------------------- | ----------------------------- | ----------------------------- | ----------------------------- | ----------------------------- | ----------------------------- | ----------------------------- | ----------------------------- |
| 14.                           | Wolves (featuring Nav)        | Bashar Jackson Navraj Goraya                                      |                               | 3:15                          |                               |                               |                               |                               |                               |
| 15.                           | Dior (Remix; featuring Gunna) | Bashar Jackson Sergio Kitchens                                    |                               | 3:50                          |                               |                               |                               |                               |                               |
| 16.                           | Like Me (featuring PnB Rock)  | Bashar Jackson Rakim Allen Jake Burdick Daniel Villalba Caleb Ely |                               | 3:11                          |                               |                               |                               |                               |                               |
| 45:00                         |                               |                                                                   |                               |                               |                               |                               |                               |                               |                               |

| Target változat bónusz dal | Target változat bónusz dal             | Target változat bónusz dal                                               | Target változat bónusz dal | Target változat bónusz dal | Target változat bónusz dal | Target változat bónusz dal | Target változat bónusz dal | Target változat bónusz dal | Target változat bónusz dal |
| #                          | Cím                                    | Szerző(k)                                                                | Szerző(k)                  | Hossz                      |                            |                            |                            |                            |                            |
| -------------------------- | -------------------------------------- | ------------------------------------------------------------------------ | -------------------------- | -------------------------- | -------------------------- | -------------------------- | -------------------------- | -------------------------- | -------------------------- |
| 17.                        | Gatti (with JackBoys and Travis Scott) | Bashar Jackson Jacques Webster II Loblack Yusuf Michael Dean Petr Klapka |                            | 3:01                       |                            |                            |                            |                            |                            |
| 48:01                      |                                        |                                                                          |                            |                            |                            |                            |                            |                            |                            |

### Feldolgozott dalok
- A "Christopher Walking" című szám interpolációkat tartalmaz a "Window Shopper" című dalból, amelyet 50 Cent ad elő.
- A "Mannequin" című szám interpolációkat tartalmaz a "7 Rings" című dalból, amelyet Ariana Grande ad elő.

## Személyzet
- Yoz Beatz – programozás (1, 3, 7)
- Quavo – rap vokálok (2)
- 808MeloBeats – programozás (2, 5, 8–10, 12, 13, 15)
- CashMoneyAP – programozás (4)
- A Boogie wit da Hoodie – rap vokálok (5)
- Fivio Foreign – vokálok (6)
- Rico Beats – programozás (6, 8)
- Yamaica – programozás (6)
- Lil Tjay – rap vokálok (9)
- Axl – programozás (11)
- Nav – rap vokálok (14)
- Swirving – programozás (14)
- Gunna – rap vokálok (15)
- PnB Rock – rap vokálok (16)
- Othello Beats – programozás (16)

### Technikai
- Jess Jackson – keverés, masterelés (1–11, 16)
- Jaycen Joshua – keverés (12, 15), vokál keverés (15)
- Fabian Marasciullo – keverés, keverési mérnök (13)
- Pro Logic – keverés, vokál keverés (14)
- Colin Leonard – masterelés (13–15)
- Corey "Cutz" Nutile – mérnök (1–11, 14–16)
- Vic Wainstein – mérnök (12)
- Yung Ave – mérnök (12, 15)
- Dru Oliver – mérnök (13)
- TheElements – mérnök (14)
- Sage Skofield – asszisztens keverő (1–11, 16)
- DJ Riggins – asszisztens keverő (12, 15), vokál keverés (15)
- Jacob Richards – asszisztens keverő (12, 15), vokál keverés (15)
- Mike Seaberg – asszisztens keverő (12, 15), vokál keverés (15)
- Thomas McLaren – asszisztens keverő (13)